# 2 Brygada Artylerii Polowej (austro-węgierska)

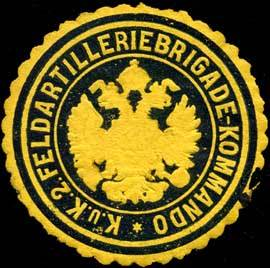
Pieczęć komendy brygady

2 Brygada Artylerii Polowej (niem. 2. Feldartilleriebrigade) – brygada artylerii polowej cesarskiej i królewskiej Armii.
Do sierpnia 1914 roku brygada wchodziła w skład 2 Korpusu. Komenda brygady mieściła się w Wiedniu.
W 1914 roku w skład brygady wchodził:
- Pułk Armat Polowych Nr 4 w Wiedniu,
- Pułk Armat Polowych Nr 5 w Brnie,
- Pułk Armat Polowych Nr 6 w Wiener Neustadt (do 1911 w Wiedniu),
- Pułk Haubic Polowych Nr 2 w Wiedniu,
- Dywizjon Ciężkich Haubic Nr 2 w Wiedniu,
- Dywizjon Artylerii Konnej Nr 2 w Wiedniu[2].

Pod względem taktycznym oddziały wchodzące w skład brygady były podporządkowane komendantom wielkich jednostek piechoty i kawalerii:
- Pułk Armat Polowych Nr 5 i Pułk Haubic Polowych Nr 2 – 4 Dywizji Piechoty,
- Pułk Armat Polowych Nr 4 i Dywizjon Ciężkich Haubic Nr 2 – 25 Dywizji Piechoty,
- Pułk Armat Polowych Nr 6 – 49 Dywizji Piechoty,
- Dywizjon Artylerii Konnej Nr 2 – 3 Dywizji Kawalerii[3].

## Komendanci brygady
- GM Karl Franz Joseph von Wessely ( – 1 VII 1914 → stan spoczynku[4])
- płk / GM Eduard Jemrich von dem Bresche (VII – VIII 1914 → komendant 25 Brygady Artylerii Polowej)